# オーウェン・マシンカービン
オーウェン・マシンカービン（英語: Owen Machine Carbine）またはオーウェン・ガン（英語: Owen Gun）とは、オーストラリアで開発された短機関銃である。

## 概要
オーウェン・マシンカービンの特長はその特異な外観にある。銃の上部という短機関銃としては型破りな位置に装着される弾倉、水道管に銃床やグリップを付けたかのような姿など、他の銃と見分けるのは容易である。
作動方式にはシンプルブローバック方式・オープンボルト撃発という当時の標準的な機構を採用していた。
ボルトはレシーバーの中ほどに収納されているが、一般的なサブマシンガンとは異なり、側面や後面には外部への開口部が無い。レシーバーの中には円盤状の隔壁があり、ボルトは隔壁の前の空間で前後に作動する。ボルトの後部には細い棒状のエクステンションがあり、隔壁を通り抜けた後方でコッキングハンドルと結合している。ボルト本体がレシーバー内のコンパートメントに密封されたような構造のため、機関部に砂塵などの異物が侵入する可能性は極めて低かった。
銃の真上に弾倉、その真下に排莢口が配置されるため、給弾・排莢には弾薬などの自重も利用することができ、もし異物が侵入しても容易に排出された。前後の照準器は弾倉の右側にオフセットされている。
構造を単純化するため、空薬莢などを排出するためのエジェクターは弾倉に設けられた。そのため、手入れ時には弾倉を抜いてから本体前部の固定レバーを引き上げて銃身を取り外し、コッキングハンドルを外せば、ボルトをそのまま前方へ抜き出せる。
テストでも示された耐久力の高さに加え、故障しにくい給弾・作動機構は前線で戦うオーストラリア兵の信頼を掴み、単純な部品構成によって分解清掃も容易であった。第二次世界大戦ではオーストラリアなど数か国で使用されたほか、朝鮮戦争やベトナム戦争でも使われた。

## 開発
第一次世界大戦で登場した新兵器である短機関銃には各国が関心を寄せ、戦間期にはさまざまな短機関銃が開発された。
オーストラリアにおいてこの種の銃に興味を持ち、その開発に力を注いだ人物がエヴリン＝オーウェンであった。幼い頃から銃器に興味を持ち、家族の友人の下で旋盤加工を学んだオーウェンは1931年に短機関銃の製作を開始し、7年後の1938年に完成させた。翌1939年7月24日にオーウェンは試作銃をシドニーのビクトリア・バラックス（オーストラリア陸軍本部）に運び、テストを受けた。試作銃は22口径ライフルを元に設計され、.22LR弾を44発収めるドラム型弾倉を装備していた。また、銃床の握り部分上部にばね板状の押し金が設置されていた。試験に当たった軍関係者は特異な構造や威力不足を理由に不採用を告げた。しかし、オーウェンは試作銃はあくまでテスト用であり、実際はより口径の大きな弾丸を使用すると述べた。
結局、この時点ではオーストラリア軍は短機関銃の価値を理解せず、オーウェン自身も第二次世界大戦の勃発を受けて翌1940年5月に軍に入隊した。
この年、オーウェンはより実用的な試作銃を製作した。この銃はより強力な.32ACP弾を使用したほか、2つのピストル型グリップを備えていた。また、弾倉は33発入りの箱型弾倉に改められ、これを銃身の左に装着した。オーウェンの部隊は中東に派遣されることになったが、彼はその前に銃を直接売り込むことにした。オーウェンは故郷のウロンゴンにあるホテルのパブの主人の娘と知り合いであったため、鉄鋼業で知られるジョン・ライサート製造所のポート・ケンブラ工場にて工場長を務めるヴィンセント＝ワーデルが毎週金曜日の夜にパブに来ることを知った。オーウェンは主人に頼み、ワーデルに彼の銃を見せることに成功した。ワーデルは銃のシンプルさに興味を示し、オーウェンをオーストラリア陸軍発明局 (AIB) に転属させるよう取り計らった。翌1941年にオーウェンはAIBに配属された。
オーウェンはさっそく銃の改良に取りかかった。試作された銃は上部にドラム型弾倉を備えていたが、後に箱型弾倉に改められた。試作銃は.380ACP弾、9x19mmパラベラム弾、.45ACP弾を使用する3種類が作られた。最終的に9mmパラベラム弾を使用するモデルが採用され、1941年9月に軍のテストを受けた。このテストにはイギリスのステン短機関銃、アメリカのトンプソン・サブマシンガン、ドイツのMP18も参加したが、オーウェンの銃は過酷なテストの中でこれらより精度や耐久力が優れていることを証明した。

## 製造
オーウェン・マシンカービンの製造は1942年3月にライサート鉄鋼で始まった。前年末には太平洋戦争が勃発し、オーストラリア軍は見通しの悪いジャングルで戦うために大量のサブマシンガンを必要としていた。
1943年2月までに最初の量産型であるOwen Mk.1が28,000挺製造された。Mk.1は試作銃では木製であった銃床がフレーム形式になったほか、グリップはプラスチック製であった。当初は弾薬の不具合により前線部隊に弾が供給されないという事態が起こったが、最終的にこの問題は解決された。後に銃床を木製にするなど改良を加えたOwen Mk.2/3と合わせ、終戦までに50,000挺余りが製造された。

## 実戦
オーウェン・マシンカービンはニューギニアでの日本軍との戦闘に従事していたオーストラリア兵に配備され、見通しの悪いジャングルでしばしば発生する接近戦において活躍した。当初は弾薬供給の問題などもあったが、これは次第に解決された。また、1942年のクリスマスパレードに参加し、知名度をアップさせた。オーストラリアのほか、ニュージーランド軍やアメリカ軍でも使用された。
大戦終結後もオーウェン・マシンカービンは朝鮮戦争、ベトナム戦争に参加したオーストラリア軍部隊で使用された。オーウェン・マシンカービンが最終的に軍役から解かれたのは、後継のF1サブマシンガンが配備された1960年代になってからであった。なおF1サブマシンガンもオーウェン・マシンカービンと同じく、弾倉を銃の上から装着し、照準器を右側にオフセットする設計を採用し、弾倉はスターリング・サブマシンガンと同規格品であった。しかしF1サブマシンガンはレシーバーの密封構造を受け継がず、ボルトがレシーバー内部全体を往復するという一般的な設計を採用したため、過酷な環境下での信頼性という点ではオーウェン・マシンカービンほどの好評を得られなかった。

## 採用国
- オーストラリア[2]
- インドネシア[3]
- オランダ[4]
- ニュージーランド[5][6]
- ローデシア[7]
- イギリス[8]

## ギャラリー

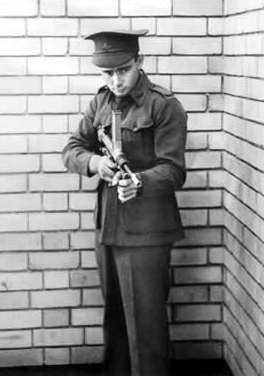
オーウェン・マシンカービンを自身で構えるエヴリン＝オーウェン（1941年3月）
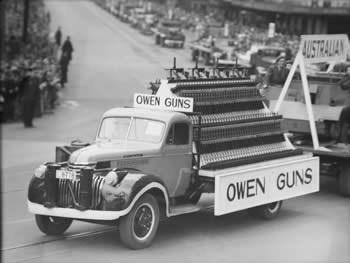
クリスマスパレードで披露されたオーウェン・マシンカービン（1942年12月）
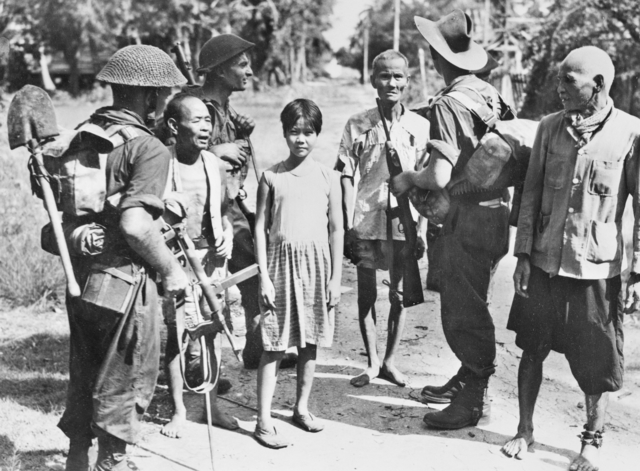
ボルネオ島に展開しているオーストラリア軍兵士。左の兵士がオーウェン・マシンカービンを装備している（1945年）
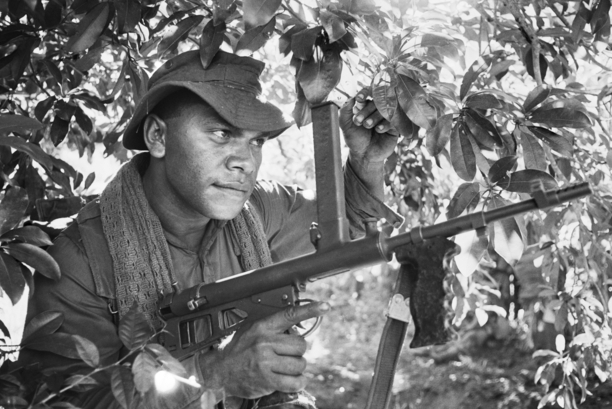
ベトナム戦争で運用されるオーウェン・マシンカービン（1966年）